# Piti (prowincja)
Piti (czamorro: Piti) – okręg administracyjny Guamu i jednocześnie jedna z miejscowości. Okręg ma powierzchnię 18 km², a zamieszkany jest przez 1454 osób (dane spisowe z 2010).
W okręgu znajduje się cywilny port Guamu – Apra Harbor.